# Barrage de la Sep
Le barrage de la Sep est un ouvrage situé sur la Sep, affluent de la Morge, sur la commune de Saint-Hilaire-la-Croix dans le Puy-de-Dôme.

## Caractéristiques
Construit entre avril 1993 et mai 1994, il est long de 145 mètres et haut de 41 mètres. Il a été bâti en grande partie en béton compacté au rouleau (55.000 m3 sur un total de 60.000 m3).  
Une route goudronnée passe sur son sommet (mais le barrage n'est accessible que par des pistes non revêtues). 
Le réservoir dispose d'un capacité de 4,7 millions de mètres cubes. La retenue d'eau mesure 33 hectares et s'étale sur près de 2 kilomètres.
L'édification du barrage a coûté 7,6 millions d'euros HT (valeur 1994).

## Utilisation
Le barrage a pour but de soutenir l'étiage de la Morge. Il permet ainsi l'irrigation des cultures sur une surface de 2.000 hectares sur 28 communes de la plaine de la Limagne . 200 cultivateurs sont reliés au barrage,.
En raison de la sécheresse de 2019, le lac s'est retrouvé quasiment asséché pendant l'été.